# Luis Aguilar Monsalve
Luis Antonio Aguilar Monsalve (n. Cuenca, 1942) es un escritor ecuatoriano, crítico literario y profesor emérito por la Universidad Hanover College, es miembro de número de la Academia Ecuatoriana de la Lengua correspondiente de la Real Española. 

## Biografía
Aguilar Monsalve recibió una licenciatura de Loyola Marymount University, una maestría de Claremont Graduate University, una maestría y un doctorado de la University of California, Los Angeles y un doctorado en ciencias políticas. Fue profesor de lengua, cultura y literatura en UCLA desde 1982-1995. También fue profesor de literatura y culturas latinoamericanas en el Hanover College desde 2006 hasta 2016. De 2001 a 2006, fue profesor asistente y escritor en residencia en Wabash College. De 1996 a 2001 fue profesor de literatura latinoamericana, ciencias políticas y relaciones internacionales en la Universidad San Francisco de Quito.          

## Trabajo literario
Luis Aguilar Monsalve ha publicado diecinueve libros de cuentos en castellano e inglés desde 1986, algunos de ellos con varias ediciones.  Además, ha publicado una novela con Editorial Verbum, dos libros de ensayos y una antología bilingüe del relato ecuatoriano.

## Trabajos seleccionados
| Año de publicación | Trabajo literario                                                                       | Género        |
| ------------------ | --------------------------------------------------------------------------------------- | ------------- |
| 2019               | If Winter Comes                                                                         | Microrrelatos |
| 2018               | The Stitch of Silence                                                                   | Cuentos       |
| 2017               | Antología bilingüe del cuento ecuatoriano de inicios del siglo XXI                      | Antología     |
| 2015               | Y el hombre dio su vuelta en ochenta mundos. . (Homenaje a Julio Cortázar ) (1914-2014) | Ensayo        |
| 2014               | Escombros de humo                                                                       | Cuentos       |
| 2013               | Breve historia y crítica de los movimientos literarios en Hispanoamérica                | Ensayo        |
| 2010               | Mínimo mirador: microrrelatos                                                           | Microrrelatos |
| 2009               | Imágenes y otras historias                                                              | Cuentos       |
| 2008               | En busca de sor Edwina Marie: novela                                                    | Novela        |
| 2006               | La otra cara del tiempo y otros cuentos                                                 | Cuentos       |
| 2005               | Al otro lado de mi voz y otros cuentos                                                  | Cuentos       |
| 2004               | Dejen pasar al viento: cuentos                                                          | Cuentos       |
| 2003               | Creo que se ha dicho que vuelvo: cuentos                                                | Cuentos       |
| 2001               | La otra cara del tiempo: cuentos                                                        | Cuentos       |
| 2000               | Breve antología del relato                                                              | Cuentos       |
| 1999               | El umbral del silencio: cuentos                                                         | Cuentos       |
| 1995               | Huellas y silencios: cuentos                                                            | Cuentos       |
| 1986               | A través de una rendija                                                                 | Cuentos       |
| 1979               | Alfredo Pareja Diezcanseco y su novela socio-política                                   | Ensayo        |

Luis Aguilar Monsalve está incluido en las siguientes antologías:
- Literatura del Ecuador (cuatrocientos años) crítica y selecciones (2001)[19]
- Antología Básica e Histórica del Cuento Ecuatoriano. Quito Décima Primera Edición Actualizada  (2004).
- El cuento ecuatoriano 1970-2010 (2012)[20]
- Narrativa de Azuay y Cañar (2012)[21]
- Antología básica e historia del cuento ecuatoriano (2016)[22]
- Cuentos migrantes (2017)[23]

## Premios y reconocimientos
- Premio Daryl R. Karns a la Actividad Académica y Creativa (2013).
- Premio Fray Vicente Solano a educador destacado y escritor creativo (2012).
- Miembro de Número de la Academia Ecuatoriana de la Lengua (2012).[24]
- Miembro del Grupo América (1996).